# Jérémy Toulalan
Jérémy Toulalan (* 10. září 1983, Nantes, Francie) je francouzský fotbalový záložník a bývalý reprezentant, naposledy působící v klubu Girondins Bordeaux v Ligue 1.

## Klubová kariéra
Toulalan hrál na začátku své profi kariéry za FC Nantes. V roce 2006 přestoupil do Olympique Lyon.

### Málaga CF
Do Málagy přestoupil 11. června 2011 z francouzského Olympique Lyon za 10 milionů €. Podepsal zde čtyřletý kontrakt. 28. listopadu 2011 vstřelil svůj první gól v dresu španělského klubu v domácím utkání proti Villarrealu, čímž přispěl k vítězství Málagy 2:1. V 75. minutě zápasu byl vyloučen.

### AS Monaco
6. července 2013 klub AS Monaco hrající francouzskou nejvyšší ligovou soutěž Ligue 1 oznámil, že získal Toulalana z Málagy. Hráč podepsal dvouletý kontrakt.

### Girondins de Bordeaux
Před sezónou 2016/17 přestoupil do francouzského týmu Girondins de Bordeaux.

## Reprezentační kariéra

### Mládežnické reprezentace
Toulalan působil ve francouzských mládežnických výběrech v kategoriích od 18 let. S reprezentací do 21 let se zúčastnil Mistrovství Evropy U21 2006 v Portugalsku. V základní skupině A porazila Francie postupně Portugalsko 1:0, Německo 3:0 a Srbsko a Černou Horu 2:0. S 9 body postoupila z prvního místa do semifinále. Toulalan odehrál všechna tři utkání v základní sestavě a proti Srbsku a Černé Hoře jedenkrát skóroval. V semifinále byla Francie vyřazena Nizozemskem 2:3 po prodloužení.

### A-mužstvo
V národním A-mužstvu debutoval v kvalifikačním utkání na EURO 2008 11. října 2006 proti Faerským ostrovům. Nastoupil v základní sestavě a odehrál kompletní počet minut, Francie zvítězila jednoznačně 5:0.
Zúčastnil se EURA 2008 v Rakousku a Švýcarsku a MS 2010 v Jihoafrické republice.
Celkem odehrál v letech 2006–2010 za francouzský národní tým 36 zápasů, branku nevstřelil.

## Úspěchy

### Individuální
- Tým roku Ligue 1 podle UNFP – 2007/08[11]